# Jacek Drobny
Jacek Drobny (ur. 10 lipca 1958 w Świdnicy, zm. 3 stycznia 2022 we Wrocławiu) – polski samorządowiec, przedsiębiorca, prezydent Świdnicy w latach 1990–1991.

## Życiorys
Syn Jana i Krystyny. Studiował na Uniwersytecie Wrocławskim, był redaktorem pisma „Szermierz”. W 1980 razem z Andrzejem Dziewitem organizował wrocławski Ruch Nowej Kultury. Działał na rzecz rejestracji Niezależnego Zrzeszenia Studentów, brał udział w strajkach studenckich. W stanie wojennym został internowany na okres od stycznia do maja 1982. Po zwolnieniu zajmował się dystrybucją pism drugiego obiegu, współpracował z niejawnymi strukturami „Solidarności” oraz z grupami artystycznymi.
Pod koniec lat 80. zajął się działalnością gospodarczą, obejmując różne stanowiska w spółkach prawa handlowego. W latach 1990–1991 sprawował urząd prezydenta Świdnicy. W 2006 bez powodzenia kandydował z listy PiS do sejmiku dolnośląskiego. W 2008 objął stanowisko pełnomocnika zarządu spółki z grupy KGHM. W 2018 bezskutecznie kandydował z poparciem Prawa i Sprawiedliwości na urząd prezydenta Świdnicy, uzyskując jednak wówczas mandat radnego miejskiego.
W 2013 odznaczony Krzyżem Wolności i Solidarności.
Został pochowany na cmentarzu w Wirach.